# Pjotr Semjonowitsch Saltykow

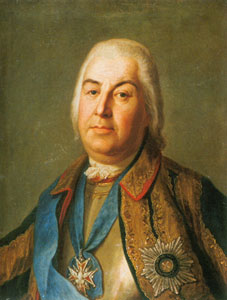
Pjotr Semjonowitsch Saltykow

Graf Pjotr Semjonowitsch Saltykow (russisch Пётр Семёнович Салтыков, wiss. Transliteration Pëtr Semënovič Saltykov; * 11. Dezemberjul. / 21. Dezember 1698greg., nach anderen Angaben 1697 oder 1700 in Kogajewo; † 26. Dezember 1772jul. / 6. Januar 1773greg. in Marfino) war ein russischer Generalfeldmarschall.

## Leben
Seine Eltern waren Semjon Andrejewitsch Saltykow und Fjokla Jakowowna Wolynskaja. Saltykow wurde 1714 von Peter I. zum Studium des Marinewesens nach Frankreich geschickt. 1729 kaufte er das Landgut Marfino. Unter der Regierung Anna Iwanownas wurde Saltykow Generalmajor. 1733 erhielt er zusammen mit seinem Vater den Grafentitel. 1734 war er am Polnischen Thronfolgekrieg und 1742 am Russisch-Schwedischen Krieg (1741–1743) beteiligt.
Im Siebenjährigen Krieg hatte er seit 1759 den Oberbefehl über die russische Armee inne. Am 23. Juli 1759 besiegte er in der Schlacht bei Kay den preußischen General Wedel und am 12. August, nachdem er seine Truppen mit denen des österreichischen Generals Laudon vereinigt hatte, in der Schlacht bei Kunersdorf König Friedrich II. selbst. Dafür mit der Feldmarschallswürde belohnt, wurde er später Generalgouverneur von Moskau (1764–1771).

## Familie
1731 heiratete er die Fürstin Praskowja Jurjewna Trubezkaja (1704–1767), Schwester des Generalprokureurs Nikita Jurjewitsch Trubezkoi. Seine Kinder waren u. a.:
- Iwan Petrowitsch Saltykow (1730–1805)
- Jekaterina Petrowna Schuwalowa (1743–1817)